# Thladiantha pustulata
Thladiantha pustulata är en gurkväxtart som först beskrevs av H. Lév., och fick sitt nu gällande namn av Charles Jeffrey, An Min g Lu och Zhi Y. Zhang. Thladiantha pustulata ingår i släktet berggurkor, och familjen gurkväxter. Utöver nominatformen finns också underarten T. p. jingfushanensis.